# 青毛鼠屬
青毛鼠屬（学名：Thallomys），哺乳綱、囓齒目、鼠科的一屬，而與青毛鼠屬（青毛鼠）同科的動物尚有灌鼠屬（肯氏灌鼠）、裔鼠屬（裔鼠）、塔特鼠屬（塔特鼠）、扁顱鼠屬（刺扁顱鼠）等之數種哺乳動物。

## 下属物种
本属包括以下物种：
- Thallomys loringi (Heller, 1909)
- Thallomys nigricauda (Thomas, 1882)
- Thallomys paedulcus (Sundevall, 1846)
- Thallomys shortridgei Thomas & Hinton, 1923